# Schattenfarbe
Mit Schattenfarbe bezeichnet man in der Heraldik das Fehlen eigener Tinktur bei den Figuren.
Figuren, die als „in Schattenfarbe“ blasoniert werden, werden nur als Konturen dargestellt. Sie besitzen keine Eigenfarbe, sondern die Farbe des darunterliegenden Feldes.

## Beispiele

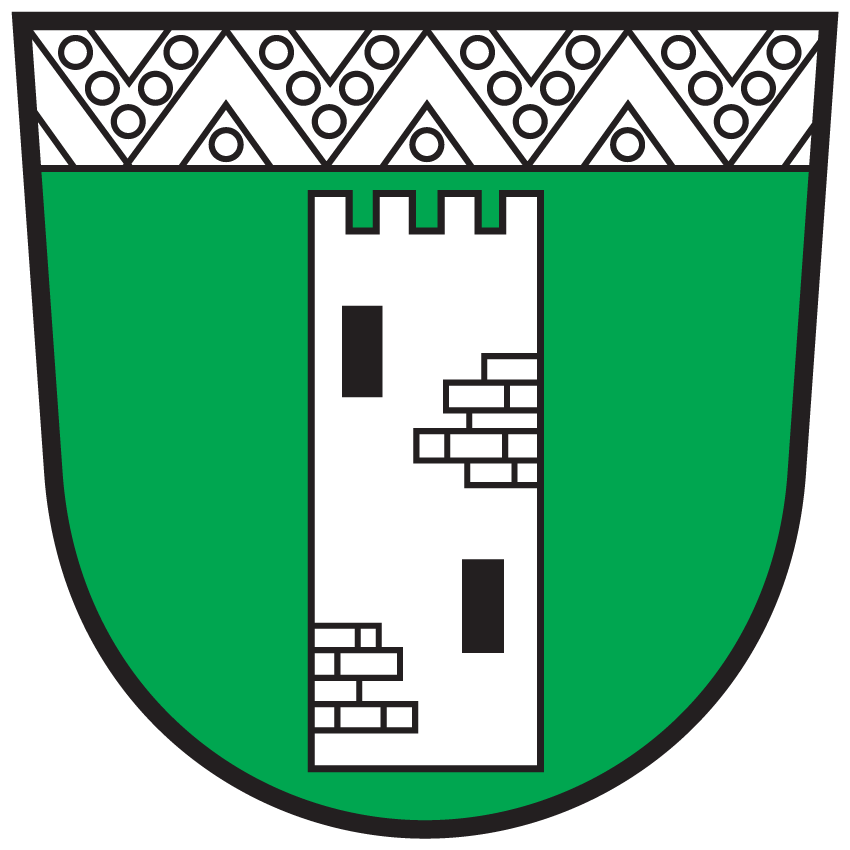
Schattenfarbe im Schildhaupt  des Wappens der österreichischen Gemeinde Hohenthurn.
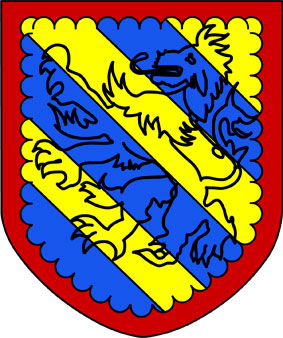
Löwe in Schattenfarbe im Wappen der belgischen Gemeinde Chapelle-lez-Herlaimont
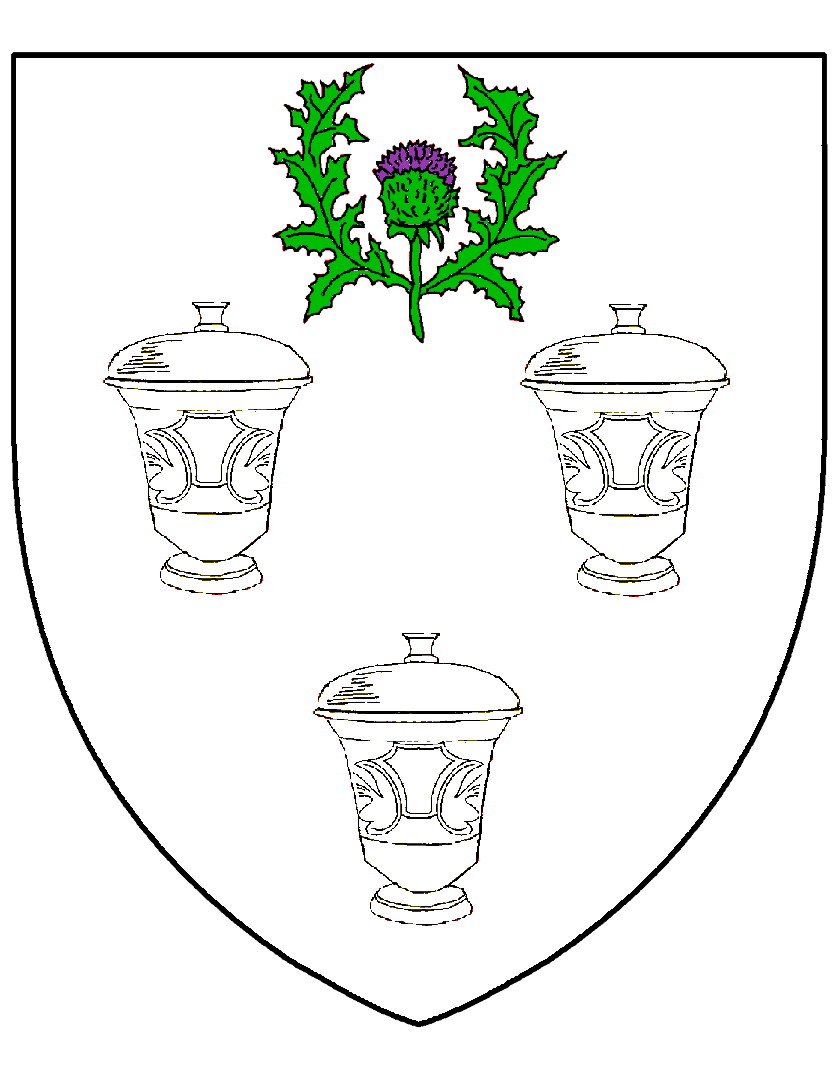
Salbengefäße in Schattenfarbe im Wappen des Collège de chirurgie de Nancy
Schattenfarbe in den Muscheln  von Thal (Steiermark)
Schattenfarbe beim Hirsch  von Lauscha
Zwei Glocken in Schattenfarbe von Sławoborze
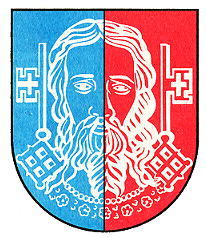
Schattenfarbe im alten Wappen von Neustadt-Glewe